# Luis Alberto García
Luis Alberto García Rosales (ur. 12 stycznia 1992 w Gómez Palacio) – meksykański piłkarz występujący na pozycji obrońcy.

## Kariera klubowa
García jest wychowankiem zespołu Club Santos Laguna z siedzibą w mieście Torreón. W meksykańskiej Primera División zadebiutował za kadencji szkoleniowca Benjamína Galindo – 14 stycznia 2012 w wygranym 2:1 spotkaniu z Atlante. W tym samym sezonie – Clausura 2012 – wywalczył z Santos Laguną mistrzostwo Meksyku. Jego wkład w ten sukces był jednak niewielki, gdyż wystąpił tylko w jednym meczu w roli rezerwowego. Zanotował także cztery spotkania w Lidze Mistrzów CONCACAF w edycji 2011/2012, kiedy to Santos Laguna dotarła do dwumeczu finałowego, przegrywając w nim ostatecznie z Monterrey.
| Sezon     | Klub          | Kraj   | Rozgrywki | Mecze | Bramki |
| --------- | ------------- | ------ | --------- | ----- | ------ |
| 2011/2012 | Santos Laguna | Meksyk | Liga MX   | 1     | 0      |
| 2012/2013 | Santos Laguna | Meksyk | Liga MX   | 0     | 0      |